# 索拉非尼
索拉非尼（英語：Sorafenib）是由美國拜耳股份有限公司原研的药物，用于治疗晚期肾细胞癌、肝癌、晚期分化型甲狀腺癌等疾病。

## 历史
该药物最早于2005年获FDA批准上市美国，商品名为Nexavar，用于治療晚期肾细胞癌，2007年FDA批准其新增肝癌适应症，2013年FDA批准其新增晚期分化型甲狀腺癌适应症。
2006年11月，该药物获批于中国大陆上市，商品名为多吉美，用于治疗晚期肾细胞癌，2008年7月批准新增晚期肝癌适应症。
2007年12月，该药物获批于台湾上市，商品名为蕾莎瓦，用于治疗腎癌。2012年8月1日，台灣健保局通過健保給付蕾莎瓦，支付價每顆1,092元新台币，平均每月藥費13萬元。